# Lifford
Lifford (Leifear en irlandès) és una ciutat d'Irlanda, a la regió de l'Ulster i cap del comtat de Donegal. Es troba a la vall de Finn a l'est del comtat, on el riu Finn conflueix amb el riu Mourne per a crear el riu Foyle.
La ciutat va créixer al voltant d'un castell construït per Manghus Ó Domhnaill, cap de Tír Chonaill (la major part de l'actual Donegal), en el segle xvi. Més tard fou una guarnició de l'Exèrcit Britànic fins que es va establir l'Estat Lliure Irlandès en 1922. Està lligada a Strabane (al comtat de Tyrone, Irlanda del Nord) pel pont de Lifford. El 2008 va obtenir el premi Tidy Towns com a competidor en la categoria 'C'.

## Història
El castell de Lifford fou construït per Manghus Ó Domhnaill en 1526 el dimecres després del dia de Sant Brandan (16 de maig), tot i que aleshores els O'Neill's de Tyrone lluitaven contra ell. En 1543 el castell de Leithbher fou donat a Cahir (fill de Donnell Balbh) O'Gallagher pel clan O'Donnell, però aleshores va procedir a bandejar a la gent lleial als O'Donnell's.
En 1544 Calvagh, fill d'O'Donnell, es queixà al Justícia Anglès i va portar soldats anglesos a Tirconnell nom antic del comtat de Donegal per tal de fer fora als O'Gallagher’s. Cahir, fill de Tuathal Balbh i Turlough, fill de Felim Fin O'Gallagher, qui abans havia estat pres com a ostatge, fou dut al castell per a veure si els O'Gallagher volien rendir-se. Aquests no es rendiren i els anglesos mataren Cahill i rendiren el castell.
En 1611 Lifford esdevingué possessió de Sir Richard Hansard durant la Colonització de l'Ulster. Una de les condicions fou que un ferri creues el riu Finn. Aquest servei es va mantenir fins al 1730, quan es va construir el pont que unia Lifford amb Strabane. El pont actual fou construït per la companyia McAlpines en 1964. Durant el conflicte d'Irlanda del Nord del 1968 el pont fou volat en un atemptat, però fou reconstruït al cap de poc.

## Personatges
- Aodh Ruadh Ó Domhnaill, rei (Rí) de Dun na nGall